# Les Moitiers-en-Bauptois
Les Moitiers-en-Bauptois is een plaats en voormalige gemeente in het Franse departement Manche in de regio Normandië.

## Geschiedenis
De gemeente behoorde tot het kanton Saint-Sauveur-le-Vicomte tot dat op 22 maart 2015 werd opgeheven en de gemeenten werden opgenomen in het kanton Bricquebec. 
Op 1 januari 2016 werden omliggende gemeenten Amfreville, Cretteville, Gourbesville, Houtteville en Vindefontaine aangehecht bij Picauville, allen in het kanton Carentan. Op 1 januari 2017 werd ook Les Moitiers-en-Bauptois onderdeel van deze gemeente maar bleef onderdeel van het kanton Bricquebec tot op 5 maart 2020 dit deel ook werd opgenomen in het kanton dat op diezelfde dag hernoemd werd naar kanton Carentan-les-Marais.

## Geografie
De oppervlakte van Les Moitiers-en-Bauptois bedraagt 8,0 km², de bevolkingsdichtheid is 36,0 inwoners per km².
De onderstaande kaart toont de ligging van Les Moitiers-en-Bauptois met de belangrijkste infrastructuur en aangrenzende gemeenten.

## Demografie
Onderstaande figuur toont het verloop van het inwonertal (bron: INSEE-tellingen).

Amfreville · Cretteville · Gourbesville · Houtteville · Les Moitiers-en-Bauptois · Picauville · Vindefontaine